# Svart måne
Svart måne är ett begrepp som används för åtminstone fyra olika tillstånd av månens faser. Begreppet används sällan inom astronomin, men desto oftare inom astrologin och inom magin.

## Fyra definitioner
Dess två första betydelser är identiska med motsvarande betydelse vid fullmånens blå måne: 
- Den andra nymånen i en kalendermånad.
- Den tredje nymånen i ett kvartal med fyra nymånar.[a]

Men begreppet har två ytterligare betydelser:
- Det kan syfta på en kalendermånad som saknar fullmåne.[3][7]
- Det kan också syfta på en kalendermånad som saknar nymåne.[7]

Vid de två tidigare definitionerna inträffar svartmånen precis som den blå månen något oftare än vart tredje år – och kan inte inträffa i februari månad.
Vid de två senare definitionerna kan svartmånen inträffa enbart i februari månad, eftersom måncykeln är drygt 29,5 dygn. Dessa båda tillstånd inträffar ungefär en gång per 19 år.

## Matematiken bakom
Eftersom ett synodiskt månvarv är omkring 29,53 dagar, och ett jordvarv är omkring 365,24 dagar, består varje solkalenderår av ungefär elva dagar fler än de tolv månvarven. De extra dagarna samlas och vartannat eller vart tredje år (sju gånger under den 19-åriga Metons cykel) uppstår detta fenomen, alltså en extra nymåne respektive fullmåne.

## Datum för svart måne[2][8]
| Datum | Datum       | Datum                                        |
| År    | Datum       | Typ                                          |
| ----- | ----------- | -------------------------------------------- |
| 2014  | 30 januari  | En andra nymåne i kalendermånaden            |
| 2014  | 30 mars     | En andra nymåne i kalendermånaden            |
| 2015  | 18 februari | En tredje nymåne av fyra i kalenderkvartalet |
| 2016  | 30 oktober  | En andra nymåne i kalendermånaden            |
| 2017  | 21 augusti  | En tredje nymåne av fyra i kalenderkvartalet |
| 2018  | februari    | En kalendermånad utan fullmåne               |
| 2019  | 30 augusti  | En andra nymåne i kalendermånaden            |

Svartmånen ska inte förväxlas med mörkmånen. Det är när månen under en längre tid inte är synlig från en viss plats, beroende på närheten till solen och månens fas. Beroende på årstid och solens och jordens läge kan detta som röra sig om mellan 1,5 och 3,5 dygn.

## Fotnoter
1. ↑  Denna betydelse kan härledas till en amerikansk bondepraktika från 1800-talet, Farmers' Almanac.